# Долгов, Афанасий Иванович
Афанасий Иванович Долгов (1725 — 5 марта 1804) — московский городской голова (1791(1792)—1794(1795)), купец 1-й гильдии (1782—1801), купеческий старшина (1768), дважды избирался на должность ратмана второго департамента Московского городового магистрата (1779—1781 и 1786—1789), предприниматель и общественный деятель. Представитель рода Долговых.

## Биография
Родом из семьи калужского купца Ивана Осиповича Долгова. После прибытия в Москву в 1744, вместе со своим братом Лукой Ивановичем Долговым, были причислены в Московское купечество, где каждый из них стал купцом 1-й гильдии. Братья вели крупную заграничную торговлю пенькой, а привозили иностранные товары через Санкт-Петербургский порт. Имели самый крупный доход среди купечества, но уже в 1762 году Афанасий и Лука стали вести торговлю отдельно друг от друга.
При Долгове продолжалось строительство Гостиного двора, начатое Михаилом Павловичем Губиным. При активной торговле иностранными товарами, в декабре 1792 года в Москве начался избыток товаров, вывезенных из революционной Франции. Для их реализации, под руководством Долгова, Московская Дума вынесла решение отремонтировать Мытный двор на Москворецкой улице, хотя это не полностью решило проблему.
А. И. Долгов считался крупным благотворителем. Был известен под прозвищем «благочестивейший муж», которое получил от странников, отправляющихся на Афон, которых он снабжал деньгами на дорогу. На средства Долгова, архитектор В. И. Баженов, который являлся его родственником, провёл полную реконструкцию церкви иконы Божией Матери «Всех скорбящих Радость», а также были пристроены колокольня и трапезная с двумя приделами(в 1791году; последующей частичной перестройкой занимался архитектор О.И. Бове в 1831—1836 годах).
Также в книге «Рассказы Сергея Михайловича Голицына, записанные М. П. Полуденским», был записан случай, как Долгов спас от полного закрытия Симоновский монастырь:
В царствование императрицы Екатерины II Симонов монастырь был запечатан, а кельи превращены в казармы; одна церковь была оставлена, в которой полковой священник служил по праздникам. Купечества московское жалело о монастыре; градской глава Афанасий Иванович Долгов по совещании с другими купцами решился просить Императрицу перевести казармы;он уверял Императрицу, что в ночь на светлое Христово Воскресение,несмотря на то, что церковь была запечатана, в ней видели освящение. Императрица согласилась перевести казармы, монастырь был снова открыт, Афанасий Иванович Долгов обновил его и положил 200 т. капиталу на его содержание.
Также были выделены средства на постройку приделов святых в церкви Тихвинской иконы Божией Матери Симоновского монастыря в 1796 году.
Умер 5 марта 1804 года. Похоронен в Симоновском монастыре.

## Семья
Был женат на Гликерии Ефимовне Болотиной (1738—1806), дочери вяземского купца, содержателя московской Большой суконной мануфактуры Ефима Кирилловича Болотина (1714—1755). Был отцом семерых детей:
1. Екатерина (1760—1763)
2. Анна (1761—1763)
3. Пётр (1764—1823) — премьер-майор (1795), кригс-цалмейстер
4. Екатерина (1766—1783)
5. Анна (1770—1845) — замужем за генерал-майором Марком Абрамовичем Костылевым (1756—1826)
6. Александр (1772—1844) — надворный советник. Был женат (с 20.09.1805) на Лукии Матвеевне Бороздиной (1785—1864), дочери тайного советника Матвея Корниловича Бороздина (1753—1817) и Варвары Ивановны Панфиловой (1751—1818), внучке К. Б. Бороздина и сестре К. М. Бороздина.
7. Наталья (1774—1786)

Также имел брата — Долгова Лукьяна Ивановича.

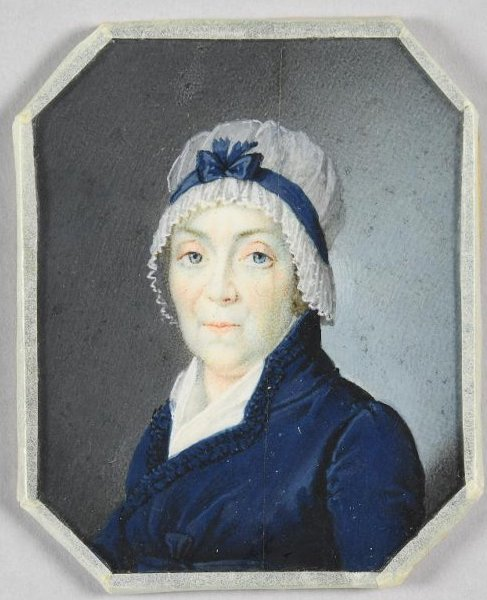
Портрет Лукерьи (Гликерии) Ефимовны Долговой (1738—1806), урожденной Болотиной
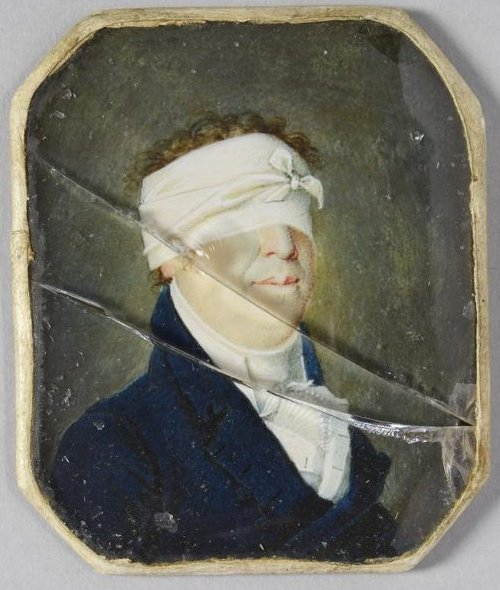
Портрет Петра Афанасьевича Долгова (1764 - 1823)
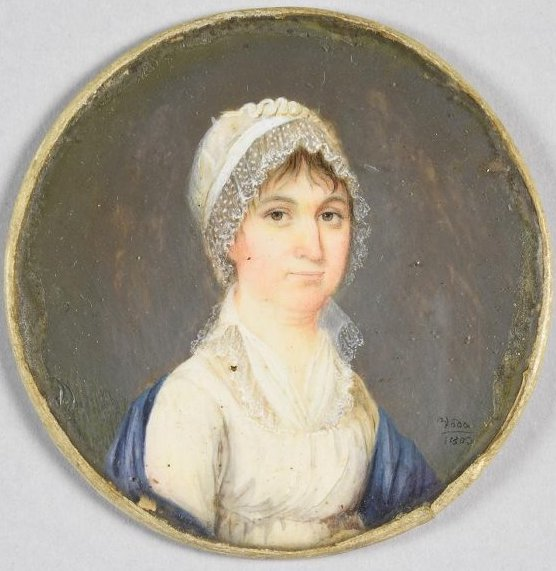
Портрет Анны Афанасьевны Костылевой (1770 - 1845), урожденной Долговой